# 科法爾尼洪河
科法爾尼洪河是塔吉克斯坦的河流，屬於阿姆河的支流，發源自國家直轄區吉薩爾山脈南坡，河道全長387公里，流域面積9,780平方公里。

## 外部連結
- Kafirnigan River

36°56′13″N 68°00′53″E / 36.93694°N 68.01472°E